# Shenuda I di Alessandria
Papa Shenuda I, noto anche Senuzio I o Sanuto I (Egitto, ... – Egitto, 19 aprile 880), è stato il 55º papa della Chiesa ortodossa copta, venerato come santo dalla Chiesa copta.
Fu monaco del monastero di San Macario dove fu ordinato arciprete. 
Venne eletto patriarca da chierici e laici e salì al trono l'8 gennaio 859 (ovvero il 13 tubah 575). Il suo papato fu molto travagliato anche a causa dei musulmani.
Gli sono attribuiti miracoli in vita, tra i quali la risoluzione di una siccità tramite la preghiera  e la cacciata di razziatori arabi tramite un bastone con il segno della croce; quest'ultimo prodigio è ricordato nel sinassario il 9 barmudah come il "miracolo avvenuto per mano di Papa Senuzio".
Aveva la reputazione di un patriarca caritatevole e generoso.
Morì il 19 aprile 880, ovvero il 24 barmudah 596, dopo 21 anni, 3 mesi e 11 giorni sul trono di san Marco.